# 乙白沙也加
乙白沙也加（日语：乙白さやか，2001年2月3日—），日本AV女優。所屬事務所是Bstar。

## 簡歷
2020年5月以S1的專屬女優身分在AV界出道。
2022年2月在沒有經過事務所的同意下，轉戰無碼界，遭事務所除名。

## 人物
中學時看過『黑金丑島君』，因此對AV女優感到興趣。第1部買的AV是坂道美琉的作品。

## 雜誌
- 月刊FANZA 2020年10月號（ジーオーティー） - インタビュー「HATSUMONO!」
- 周刊邮报 2020年9月4日號（小學館） - 袋とじ「マインズVSビースター ヘアヌード夏の陣」

## 外部連結
- 乙白さやか的X（前Twitter）
- 乙白沙也加的Instagram帳戶
- AV女優情報：乙白さやか （页面存档备份，存于） - S1/S1 NO.1 STYLE OfficialSite